# Bengazi (gmina w Libii)
Benghazi (arab. بنغازي, Banghāzī) – gmina w Libii ze stolicą w Bengazi.
Liczba mieszkańców – 500 tys.
Kod gminy – LY-BA (ISO 3166-2).